# 年輪 (北島三郎の曲)
「年輪」（ねんりん）は、1988年に日本クラウンより発売された北島三郎のシングル。

## 概要
表題曲は「山の歌」作詩募集入選作である。
『NHK紅白歌合戦』では、1988年の『第39回NHK紅白歌合戦』、1994年の『第45回NHK紅白歌合戦』で歌唱された。前者では、白組トリおよび大トリでの歌唱となった。同回では、北島以外に森進一、五木ひろし（前回担当者）、白組司会兼任の加山雄三が白組トリの候補に挙がったが、最終的に番組側は「今回は人物ではなく全体的な演出のひとつとして、曲で決めました」と、北島の起用が決定した。

## 収録
1. 年輪
  - 作詞：関根縋一、補作詞：石本美由起、作曲：原譲二、編曲：鈴木操
2. 三郎杉
  - 作詞：内田善士、補作詞：石本美由起、作曲：原譲二